# Исмаилизъм
Исмаилизъм (на арабски: الإسماعيلية‎, на персийски: اسماعیلیان) е група религиозни движения в шиитския клон на исляма, възникнали към края на VIII век. Всяко движение има своя йерархия на имамите. Титлата „Ага хан“, имам на низари (най-голямата и известна общност на исмаилитите), е наследствена и първият ѝ носител се счита за пряк потомък на Мохамед. В днешно време имамът в този клон на исмаилитите е Ага Хан IV. Исмаилитите от всички разновидности са повече от 20 милиона към 2019 г. Исмаилитите са втората по големина група в шиизма, като останалите две са дванадесетниците (Ithnā ʿAshariyyah) и заидите (Zaydiyyah).

## История
Появата на исмаилитите се свързва с разцепление в шиитския клон на исляма, настъпило през 765 г.
През 760 г. Джафар ал-Садик, шестият шиитски имам, лишава най-големия си син Исмаил от правото да наследява имамата. Редица експерти смятат, че причината за прехвърлянето на правото на наследство на имамата върху най-малкия му син е, че Исмаил заема изключително агресивна позиция срещу сунитските халифи, което можело да наруши съществуващия баланс между двата клона на исляма, благоприятен както за шиитите, така и за сунитите. Освен това около Исмаил започнало да се формира антифеодално движение, разгърнало се поради рязко влошаване на положението на обикновените шиити. Най-бедните и средните слоеве от населението свързват с идването на власт на Исмаил надеждата си за значителни промени в обществено-политическия живот на шиитските общности.
Броят на привържениците на Исмаил се увеличава, което предизвика тревога както сред шиитските феодали, така и у самия Джафар ал Садик. Исмаил скоро умира, като има подозрения, че смъртта му е резултат от заговор на шиитските управляващи кръгове. Джафар ал Садик оповестява широко факта на смъртта на сина си и твърди, че дори е разпоредил трупът на Исмаил да бъде изложен в една от джамиите. Смъртта на Исмаил обаче не спира разгръщащото се движение на негови съмишленици. Първоначално те твърдят, че Исмаил не е убит, а се укрива от враговете и след известно време обявяват Исмаил за седмия „скрит имам“, който в подходящ момент ще бъде обявен за месия- Махди и всъщност след него не трябва да се очаква появата на нови имами. Исмаилитите, както започват да се наричат привържениците на новото учение, твърдят, че Исмаил не е умрял и по волята на Аллах е преминал в невидимо състояние, скрито от простосмъртните, „гейба“ („Гайб“) – „отсъствие“.
Някои привърженици на Исмаил вярват, че Исмаил действително е починал, затова синът му Мохамед трябва да бъде обявен за седмия имам. (Прави впечатление, че с течение на времето мнозинството от исмаилитите започват да вярват в седмия имам Мохамед, син на Исмаил.)
С течение на времето исмаилизмът така се засилва и разширява, че показва признаци на независимо религиозно движение. Исмаилитите образуват широка, добре конспирирана мрежа от проповедници на новото учение в Ливан, Сирия, Ирак, Персия, Северна Африка и Централна Азия. На този начален етап на развитие движението исмаилизъм представлява мощна средновековна организация с ясен йерархичен модел на вътрешно строителство, своя много сложна философска и богословска догма с елементи, напомнящи гностическите учения на зороастризма, юдаизма, християнството и дребните култове, разпространени в средновековния ислямско-християнски свят.
Постепенно исмаилитите придобиват сила и влияние. През X век в Северна Африка те основават Фатимидския халифат. Именно към периода на управление на Фатимидите се отнася разпространението на влиянието им в Северна Африка, Египет, Палестина, Сирия, Йемен и светите мюсюлмански градове Мека и Медина. Кайро става център на Фатимидския халифат. Въпреки това в останалия ислямски свят, включително сред ортодоксалните шиити, исмаилитите са считани за крайни сектанти и често са жестоко преследвани.
След падането на Фатимидския халифат през 11 век, центърът на исмаилизма се премества от Египет в Сирия, а след това в Персия. Центърът на общността в Персия, Аламут, пада през XIII век в ръцете на монголските завоеватели.
След това исмаилитите се заселват в разпръснати общности в различни страни, главно в Персия и Централна Азия, например в Горен Бадахшан, афганистанските провинции Бадахшан и Баглан, както и в Сирия, Индия, Израел и други страни. През 1830 г. ага Хасан Али Шах, 46-ият имам на исмаилитите, получава почетното наследствено звание Ага хан от шаха на Персия .
В Саудитска Арабия исмаилити (сулеймани бохра) живеят в провинция Наджран, граничеща с Йемен.

## Направления
В края на XI век в рамките на исмаилизма се обособяват две направления:
- низарити - най-голямата и известна общност на исмаилитите - вярват, че „скритият имам“ е най-големият син на халиф ал Мустансир Низар и приемат безпрекословната власт (включително политическа) на имама в общината. Днес живеят в различни азиатски страни (в Афганистан, Иран, Таджикистан, Китай, Сирия и др.). Титлата „Ага хан“, имам на низари, е наследствена и първият ѝ носител се счита за пряк потомък на Мохамед. В днешно време имамът в този клон на исмаилитите е Ага Хан IV.
- мусталити, които признават за водач ал Мустали, най-малкия син на халифа. Мусталитите емигрирали от Йемен предимно в Индия (около Бомбай)

От друга страна, също през XI век от исмаилитския клон се отделя етнорелигиозната арабска общност на друзите, днес населяващи предимно Сирия, Ливан и Израел. Те изповядват монотеистична религия и остават твърде далече от обичайния ислямски култ, като не признават нито специалните култови места, нито утвърдения богослужебен ритуал.